# فيليب كول
فيليب كول (بالفرنسية: Philippe Col)‏ هو مدرب كرة قدم ولاعب كرة قدم فرنسي في مركز الدفاع، ولد في 14 يونيو 1956 في سوريسن في فرنسا. لعب مع نادي النجم الأحمر.